# Liste der Kaiser der Trần-Dynastie
Die folgende Liste enthält alle Kaiser der Trần-Dynastie, die Đại Việt (Vietnam) von 1225 bis 1400 regierte.
| Tempelname      | Postumer Name | Persönlicher Name    | Regierungsjahre | Herrschaftsname                                                                                     | Königsgrab           |
| --------------- | --- | -------------------- | --------------- | --------------------------------------------------------------------------------------------------- | -------------------- |
| 太宗 Thái Tông  | 統天御極隆功茂德顯和佑順神文聖武元孝皇帝 Thống thiên ngự cực long công mậu đức hiển hòa hựu thuận thần văn thánh vũ nguyên hiếu hoàng đế          | 陳煚 Trần Cảnh       | 1226–1258       | 建中 Kiến Trung (1226–1232) 天應政平 Thiên Ứng Chính Bình (1232–1251) 元豐 Nguyên Phong (1251–1258) | 昭陵 Chiêu Lăng      |
| 聖宗 Thánh Tông | 玄功盛德仁明文武宣孝皇帝 Huyền công thịnh đức nhân minh văn vũ tuyên hiếu hoàng đế                                                                | 陳晃 Trần Hoảng      | 1258–1278       | 紹隆 Thiệu Long (1258–1272) 寶符 Bảo Phù (1273–1278)                                                | 裕陵 Dụ Lăng         |
| 仁宗 Nhân Tông  | 法天崇道應世化民隆慈顯惠聖文神武元明睿孝皇帝 Pháp Thiên Sùng Đạo Ứng Thế Hoa Dân Long Từ Hiển Huệ Thánh Văn Thần Vũ Nguyên Minh Duệ Hiếu Hoàng đế | 陳昑 Trần Khâm       | 1278–1293       | 紹寶 Thiệu Bảo (1278–1285) 重興 Trùng Hưng (1285–1293)                                              | 德陵 Đức Lăng        |
| 英宗 Anh Tông   | 顯文睿武欽明仁孝皇帝 Hiển Văn Duệ Vũ Khâm Minh Nhân Hiếu Hoàng đế                                                                                 | 陳烇 Trần Thuyên     | 1293–1314       | 興隆 Hưng Long                                                                                      | 泰陵 Thái Lăng       |
| 明宗 Minh Tông  | 章堯文哲皇帝 Chương Nghêu Văn Triết hoàng đế | 陳奣 Trần Mạnh       | 1314–1329       | 大慶 Đại Khánh (1314–1323) 開泰 Khai Thái (1324–1329)                                               | 穆陵 Mục Lăng        |
| 憲宗 Hiến Tông  | - | 陳旺 Trần Vượng      | 1329–1341       | 開佑 Khai Hựu                                                                                       | 昌安陵 Xương An Lăng |
| 裕宗 Dụ Tông    | - | 陳皞 Trần Hạo        | 1341–1369       | 紹豐 Thiệu Phong (1341–1357) 大治 Đại Trị (1358–1369)                                               | 阜陵 Phụ Lăng        |
| -               | 昏德公 Hôn Đức Công | 楊日禮 Dương Nhật Lễ | 1369–1370       | 大定 Đại Định                                                                                       | -                    |
| 藝宗 Nghệ Tông  | 光堯英哲皇帝 Quang Nghiêu Anh Triết Hoàng Đế | 陳暊 Trần Phủ        | 1370–1372       | 紹慶 Thiệu Khánh                                                                                    | 原陵 Nguyên Lăng     |
| 睿宗 Duệ Tông   | 隆慶 Long Khánh | 陳曔 Trần Kính       | 1373–1377       | -                                                                                                   | 熙陵 Hy Lăng         |
| -               | 昌符 Xương Phù | 陳晛 Trần Hiện       | 1377–1388       | 廢帝 Linh Đức Vương                                                                                 | Bài                  |
| 順宗 Thuận Tông | - | 陳顒 Trần Ngung      | 1388–1398       | 光泰 Quang Thái                                                                                     | Yên Sinh             |
| Thiếu Đế        | 少帝 Bảo Ninh Đại Vương | Trần An              | 1398–1400       | 建新 Kiến Tân                                                                                       | -                    |